# Православная энциклопедия
«Правосла́вная энциклопе́дия» (ПЭ) — специализированная энциклопедия на русском языке, издаваемая одноимённым церковно-научным центром с 2000 года. Руководителем центра «Православная энциклопедия» со дня его основания является Сергей Кравец.
Целями издания заявлены:

- дать всеобъемлющую информацию по двухтысячелетней истории и современному состоянию вселенского Православия;
- ознакомить читателя с другими христианскими конфессиями, нехристианскими религиями, а также с явлениями науки, культуры, философии, искусства, политики, так или иначе связанными с религией.

В работе по созданию энциклопедии участвуют преподаватели духовных школ Русской православной церкви, институты Российской академии наук, Московский, Санкт-Петербургский и ряд региональных университетов, синодальные комиссии и отделы Московской патриархии, а также научные центры США, Греции, Италии, представители иных поместных православных церквей. Традиционно тома «Православной энциклопедии» сопровождаются обширным иллюстративным материалом: цветными картами и многочисленными фоторепродукциями портретов, произведений церковного искусства.
Всего запланировано издание 75 томов. На май 2025 года выпущено 74 алфавитных тома. Вопрос о доступности и обновлении информации, содержащейся в «Православной энциклопедии», призвана решить её электронная версия.

## Создание
В конце 1990 года по инициативе игумена Андроника (Трубачёва) в Москве было создано издательство Спасо-Преображенского Валаамского монастыря. В феврале 1991 года Патриарх Московский и всея Руси Алексий II издал указ о создании Валаамского издательства, закреплявший его правовой статус. На тот момент издательство состояло из нескольких сотрудников и размещалось в единственной комнате в редакции журнала «Литературная учёба». Позднее издательство переехало на подворье Спасо-Преображенского Валаамского монастыря. С самого начала своей деятельности издательство занималось публикацией серьёзных научных и исторических трудов. Издавались памятники раннехристианской и древнерусской литературы, ставшие классическими труды дореволюционных церковных учёных, которые необходимо было вернуть читателю конца XX века. В 1993 году было принято решение издать к 850-летию Москвы фундаментальную «Историю Русской Церкви» на основе знаменитого труда митрополита Макария (Булгакова), дополнив его объёмными научными комментариями, предисловиями и указателями. По мере того, как издание «Истории Русской Церкви» приближалось к своему логическому завершению, возник вопрос о том, как сохранить коллектив светских и церковных учёных числом около двадцати человек, хорошо себя зарекомендовавший в плане научно-исследовательской деятельности. По словам Сергея Кравца, «новая задача для него возникала сама собой: уже начиная с середины XIX века перед Православной Церковью, причём не только перед Русской Церковью, а перед всеми Поместными Православными Церквами, стояла грандиозная, но так и не достигнутая цель — создание фундаментального свода знаний в виде „Православной энциклопедии“».
10 сентября 1996 года указом Патриарха Московского и всея Руси Алексия II на базе издательства Свято-Преображенского Валаамского монастыря был учреждён Церковно-научный центр Русской Православной Церкви «Православная энциклопедия». 10 октября 1996 года Священный синод Русской православной церкви одобрил проект издания 25-томной Православной энциклопедии. Для реализации проекта образованы наблюдательный, попечительский, церковно-научный и научно-редакционный советы, Ассоциация благотворителей.
Как отметил Сергей Кравец, «основные параметры предстоящей работы над „Православной энциклопедией“ были определены уже в 1997 году. С самого начала энциклопедия планировалась как издание, далеко выходящее за рамки православного мира: в нём должны были быть представлены основные сведения по всем христианским конфессиям и иным вероисповеданиям, значительные материалы из области философии, морали, этики, искусства, музыки. Издание должно было стать не столько энциклопедией самого Православия, сколько энциклопедией православного взгляда на мир человеческого духа, на всю гуманитарную сферу жизни».
19 февраля 1998 года под председательством патриарха Алексия II состоялось первое заседание научно-редакционного совета, который утвердил тематическое деление энциклопедии и определил сроки её создания, исходя из необходимости выпустить первые тома к 2000-летию Рождества Христова; кроме того, обсуждались вопросы взаимодействия с церковными и светскими научными учреждениями, епархиями Русской православной церкви, а также с Поместными церквами. Всего к изданию первоначально планировалось 25 томов.
Первоначально при работе над энциклопедией авторы рассчитывали опереться на незаконченную Православную богословскую энциклопедию Александра Лопухина и Николая Глубоковского, а также на греческую «Православную энциклопедию». Но уже при работе над словником энциклопедии стало ясно, что сведения, приведённые в Православной богословской энциклопедии, несмотря на их высокую научную ценность, устарели, а сведения греческой энциклопедии носили настолько узконациональный характер, что не могли быть использованы как основной источник для создания задуманного общеправославного энциклопедического свода. 1999 год ушёл на подготовку первого, неалфавитного тома «Русская православная церковь» и завершение работы над словником энциклопедии.

## Издание

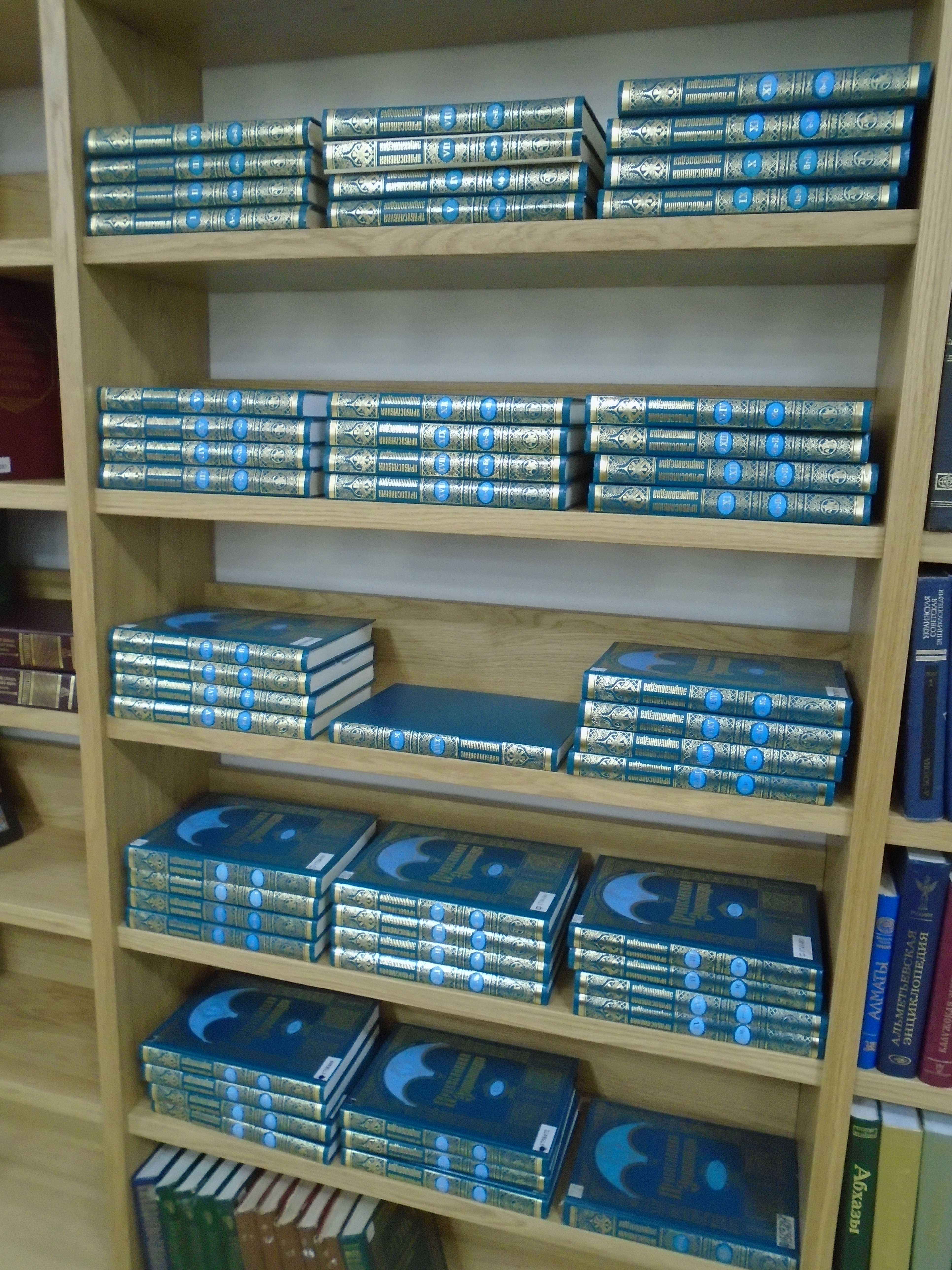
Тома «Православной энциклопедии» в Национальной библиотеке Республики Татарстан

В год 2000-летия Рождества Христова вышел неалфавитный том энциклопедии, посвящённый Русской православной церкви. Его презентация состоялась 6 мая в храме Христа Спасителя. 23 ноября в храме святителя Николая в Толмачах Патриарх Алексий II совершил благодарственный молебен по случаю выхода в свет первого алфавитного тома энциклопедии. Затем в конференц-зале Государственной Третьяковской галереи состоялась церемония представления первого алфавитного тома Православной энциклопедии.
16 марта 2001 года указом Патриарха Алексия II создан общественный совет по поддержке Православной энциклопедии, и в тот же день состоялось первое его заседание. 26 марта в Сергиевском Зале Храма Христа Спасителя состоялось совместное заседание Наблюдательного, Попечительского и Общественного Советов по изданию «Православной энциклопедии».
12 сентября 2001 года в здании Государственного Музея истории религии в Санкт-Петербурге состоялась презентация второго алфавитного тома «Православной Энциклопедии».
2 апреля 2002 года в Патриаршем зале Трапезных палат комплекса Храма Христа Спасителя состоялось совместное заседание Наблюдательного, Попечительского и Общественного советов по изданию «Православной энциклопедии». 14 мая 2002 года в актовом зале Московской Духовной Академии состоялась презентация III тома «Православной энциклопедии».
З октября 2003 года в Храме Христа Спасителя состоялось совместное заседание Наблюдательного, Попечительского и Общественного советов по изданию «Православной энциклопедии». В тот же день состоялась презентация IV, V и VI тома «Православной энциклопедии». Проект ожидалось завершить к 2012 году.
12 мая 2004 года состоялось 10-е юбилейное заседание общественного наблюдательного и попечительского совета по изданию энциклопедии и презентация 7-го тома. Патриарх Алексий II объявил, что количество томов возрастёт на пять — шесть книг и достигнет 30 томов.
30 ноября 2004 года в Храме Христа Спасителя состоялось 11-е заседание Общественного, Наблюдательного и Попечительского советов по изданию «Православной Энциклопедии» и презентация VIII тома.
31 мая 2005 года в Храме Христа Спасителя состоялось 12-е заседание Общественного, Наблюдательного и Попечительского советов по изданию «Православной Энциклопедии» и презентация IX тома.
15 ноября 2005 Патриарх Московский и всея Руси Алексий II возглавил презентацию X тома «Православной энциклопедии» в Военной Академии Генерального штаба Вооруженных Сил Российской Федерации.
29 ноября 2005 года состоялось 13-е заседание Общественного, Наблюдательного и Попечительского Советов по изданию «Православной Энциклопедии», на котором Патриарх Алексий II отметил необходимость «в следующем году увеличить темпы научно-редакционных работ с тем, чтобы выпустить в течение года не 2, а 3 тома». Увеличение в полтора раза нагрузки на авторов потребовало принятия решительных мер. В марте 2006 года патриарх Алексий II направил во все духовные академии Русской православной церкви циркулярные письма с предложением обсудить на учёных советах необходимость резкой активизации участия в работе над изданием Православной энциклопедии. Патриарх предложил духовным академиям включить в перечень тем для написания дипломных и кандидатских работ темы будущих статей Православной энциклопедии. Было принято также решение о возможности рассмотрения крупных блоков статей Православной энциклопедии в качестве научных работ при присуждении учёного звания.
6 июня 2006 года в Храме Христа Спасителя состоялось 14-е совместное заседание Общественного, Наблюдательного и Попечительского Советов по изданию «Православной Энциклопедии» и XI алфавитного тома Православной энциклопедии.
7 ноября 2006 года в Храме Христа Спасителя состоялось 15-е совместное заседание Наблюдательного, Попечительского и Общественного советов по изданию «Православной энциклопедии». По завершении заседания состоялась презентация XII алфавитного тома «Православной энциклопедии».
2 марта 2007 года в Храме Христа Спасителя Патриарх Московский и всея Руси Алексий II возглавил презентацию XIII-го алфавитного тома «Православной энциклопедии».
1 ноября 2007 года в Храме Христа Спасителя состоялось 17-е совместное заседание Наблюдательного, Попечительского и Общественного Советов по изданию «Православной энциклопедии». Были представлены XIV и XV алфавитные тома «Православной энциклопедии».
19 марта 2008 года в Храме Христа Спасителя состоялось 18-е совместное заседание Наблюдательного, Попечительского и Общественного Советов по изданию «Православной энциклопедии». В заседании участвовал избранный президент России Дмитрий Медведев. Был представлен XVI-й том.
21 октября 2008 года в Храме Христа Спасителя состоялось 19-е совместное заседание Наблюдательного, Попечительского и Общественного Советов по изданию «Православной энциклопедии» и презентация очередных алфавитных XVII и XVIII томов. К тому времени предполагалось, что общий объём издания составит 3000 авторских листов, и энциклопедия будет включать более 70 000 статей в 30 томах. Завершить издание «Православной энциклопедии» планировалось в 2015 году.
В декабре 2008 года скончался Патриарх Алексий II. 18 марта 2009 года под председательством новоизбранного Патриарха Кирилла состоялось 20-е совместное заседание общественного, наблюдательного и попечительского советов по изданию Православной энциклопедии, на котором было объявлено, что издание энциклопедии будет продолжено, несмотря на экономические трудности, был презентован XIX том. 31 марта того же года Священный Синода на своём первом после интронизации Патриарха Кирилла постановил: «Обратить внимание Преосвященных архиереев, руководителей учебных заведений Русской Православной Церкви на необходимость приобретения „Православной энциклопедии“ для епархиальных, приходских и монастырских библиотек, а также для библиотек учебных заведений».
5 ноября 2009 года в Патриарших палатах Храма Христа Спасителя состоялось 21-е совместное заседание Наблюдательного, Попечительского и Общественного Советов по изданию «Православной Энциклопедии» и презентация очередных алфавитных 20-го и 21-го томов.
29 апреля 2010 года в Храме Христа Спасителя состоялось 22-е заседание Наблюдательного, Общественного и Попечительского Советов по изданию «Православной энциклопедии» и презентация 22-го алфавитного тома энциклопедии.
24 ноября 2010 года в Сергиевском зале Храма Христа Спасителя состоялись 23-е совместное заседание Наблюдательного, Попечительского и Общественного Советов по изданию «Православной энциклопедии» и презентация 23-го и 24-го алфавитных томов «Православной энциклопедии».
11 ноября 2011 года в кафедральном соборном Храме Христа Спасителя состоялась 24-е заседание Наблюдательного, Общественного и Попечительского советов по изданию «Православной энциклопедии» и презентация XXV, XXVI и XXVII алфавитных томов энциклопедии.
28 февраля 2013 года в Сергиевском зале Храма Христа Спасителя состоялось 25-е заседание Наблюдательного, Общественного и Попечительского советов по изданию «Православной энциклопедии» и презентация 28-го, 29-го и 30-го алфавитных томов «Православной энциклопедии».
25 февраля 2014 года в Сергиевском зале Храме Христа Спасителя в Москве состоялось 26-е совместное заседание наблюдательного, общественного и попечительского советов и презентация 31—33-го томов энциклопедии. Было принято «очень важное и крайне сложное в осуществлении решение о переходе на выпуск четырёх томов в год».
11 марта 2015 года в Сергиевском зале Храме Христа Спасителя в Москве состоялось 27-е совместное заседание Наблюдательного, Общественного и Попечительского Советов по изданию «Православной энциклопедии». Патриарх Кирилл объявил, что в издании планируется 55 томов, и отметил, что «каждые три месяца авторский и научно-редакционный коллективы „Православной энциклопедии“ доводят до публикации 120 авторских листов научного текста».
24 марта 2016 года в Сергиевском зале кафедрального соборного Храма Христа Спасителя в Москве состоялось 28-е совместное заседание Наблюдательного, Общественного и Попечительского Советов по изданию «Православной энциклопедии». Патриарх Кирилл представил 37—40-й тома, отметив, что издание преодолело «роковую черту» — букву К, на которой остановилось издание дореволюционной «Православной богословской энциклопедии».
6 апреля 2017 года в Сергиевском зале Трапезных палат храма Христа Спасителя состоялась 29-е совместное заседание Наблюдательного, Общественного и Попечительского Советов по изданию «Православной энциклопедии» и представление 41—44-го томов, изданных в 2016 году, а также 45-го тома, выпущенного в 2017 году. Патриарх Кирилл отметил, что это первый случай, когда были представлены сразу пять томов.
6 июня 2018 года состоялось 30-е заседание наблюдательного, общественного и попечительского советов по изданию «Православной энциклопедии». Были представлены 45—48-й алфавитные тома.
19 марта 2019 года в кафедральном соборном храме Христа Спасителя в Москве состоялись 31-е совместное заседание наблюдательного, общественного и попечительского советов по изданию «Православной энциклопедии» и представление 49—52-го новых алфавитных томов энциклопедии. Патриарх Кирилл отметил, что издание будет 75-томным. Также он отметил, что «необходимо на основе нашей фундаментальной энциклопедии создать пятитомный энциклопедический словарь на английском языке, чтобы предоставить доступ к знаниям о Православии огромной англоязычной аудитории».
28 марта 2023 года после долгого перерыва в кафедральном соборном Храме Христа Спасителя в Москве состоялось 32-е совместное заседание Наблюдательного, Общественного и Попечительского Советов по изданию «Православной энциклопедии». Были представлены 53-68 алфавитные тома «Православной энциклопедии». Патриарх Кирилл проинформировал, что «в 2022 году мы столкнулись с трудностями в оказании государственной поддержки. К сожалению, эти проблемы усугубились в текущем году, что поставило под угрозу запланированные на 2024 год работы по завершению всего проекта».
29 октября 2024 года в кафедральном соборном Храме Христа Спасителя в Москве состоялось 33-е совместное заседание Наблюдательного, Общественного и Попечительского Советов по изданию «Православной энциклопедии». Впервые заседание возглавил не Патриарх, а Патриарший наместник Московской митрополии митрополит Крутицкий и Коломенский Павел (Пономарёв). Были представлены 68-73 алфавитные тома «Православной энциклопедии».

## Вышедшие тома
1. Православная энциклопедия. — М. : Церковно-научный центр «Православная энциклопедия», 2000. — Т. Специальный том. — 656 с. — 40 000 экз. — ISBN 5-89572-005-6.
2. Православная энциклопедия. — М. : Церковно-научный центр «Православная энциклопедия», 2000. — Т. I : А — Алексий Студит. — 40 000 экз. — ISBN 5-89572-006-4.
3. Православная энциклопедия. — М. : Церковно-научный центр «Православная энциклопедия», 2001. — Т. II : Алексий, человек Божий — Анфим Анхиальский. — 40 000 экз. — ISBN 5-89572-007-2.
4. Православная энциклопедия. — М. : Церковно-научный центр «Православная энциклопедия», 2001. — Т. III : Анфимий — Афанасий. — 40 000 экз. — ISBN 5-89572-008-0.
5. Православная энциклопедия. — М. : Церковно-научный центр «Православная энциклопедия», 2002. — Т. IV : Афанасий — Бессмертие. — 39 000 экз. — ISBN 5-89572-009-9.
6. Православная энциклопедия. — М. : Церковно-научный центр «Православная энциклопедия», 2002. — Т. V : Бессонов — Бонвеч. — 39 000 экз. — ISBN 5-89572-010-2.
7. Православная энциклопедия. — М. : Церковно-научный центр «Православная энциклопедия», 2003. — Т. VI : Бондаренко — Варфоломей Эдесский[англ.]. — 39 000 экз. — ISBN 5-89572-010-2.
8. Православная энциклопедия. — М. : Церковно-научный центр «Православная энциклопедия», 2004. — Т. VII : Варшавская епархия — Веротерпимость. — 39 000 экз. — ISBN 5-89572-010-2.
9. Православная энциклопедия. — М. : Церковно-научный центр «Православная энциклопедия», 2004. — Т. VIII : Вероучение — Владимиро-Волынская епархия. — 39 000 экз. — ISBN 5-89572-014-5.
10. Православная энциклопедия. — М. : Церковно-научный центр «Православная энциклопедия», 2005. — Т. IX : Владимирская икона Божией Матери — Второе пришествие. — 39 000 экз. — ISBN 5-89572-015-3.
11. Православная энциклопедия. — М. : Церковно-научный центр «Православная энциклопедия», 2005. — Т. X : Второзаконие — Георгий. — 39 000 экз. — ISBN 5-89572-016-1.
12. Православная энциклопедия. — М. : Церковно-научный центр «Православная энциклопедия», 2006. — Т. XI : Георгий — Гомар. — 39 000 экз. — ISBN 5-89572-017-X.
13. Православная энциклопедия. — М. : Церковно-научный центр «Православная энциклопедия», 2006. — Т. XII : Гомельская и Жлобинская епархия — Григорий Пакуриан. — 39 000 экз. — ISBN 5-89572-017-X.
14. Православная энциклопедия. — М. : Церковно-научный центр «Православная энциклопедия», 2006. — Т. XIII : Григорий Палама — Даниель-Ропс. — 39 000 экз. — ISBN 5-89572-022-6.
15. Православная энциклопедия. — М. : Церковно-научный центр «Православная энциклопедия», 2007. — Т. XIV : Даниил — Димитрий. — 39 000 экз. — ISBN 978-5-89572-024-0.
16. Православная энциклопедия. — М. : Церковно-научный центр «Православная энциклопедия», 2007. — Т. XV : Димитрий — Дополнения к „Актам Историческим“. — 39 000 экз. — ISBN 978-5-89572-026-4.
17. Православная энциклопедия. — М. : Церковно-научный центр «Православная энциклопедия», 2007. — Т. XVI : Дор — Евангелическая церковь союза. — 39 000 экз. — ISBN 978-5-89572-028-8.
18. Православная энциклопедия. — М. : Церковно-научный центр «Православная энциклопедия», 2008. — Т. XVII : Евангелическая церковь чешских братьев — Египет. — 39 000 экз. — ISBN 978-5-89572-030-1.
19. Православная энциклопедия. — М. : Церковно-научный центр «Православная энциклопедия», 2008. — Т. XVIII : Египет древний — Эфес. — 39 000 экз. — ISBN 978-5-89572-032-5.
20. Православная энциклопедия. — М. : Церковно-научный центр «Православная энциклопедия», 2008. — Т. XIX : Ефесянам послание — Зверев. — 39 000 экз. — ISBN 978-5-89572-034-9.
21. Православная энциклопедия. — М. : Церковно-научный центр «Православная энциклопедия», 2009. — Т. XX : Зверин в честь Покрова Пресвятой Богородицы женский монастырь — Иверия. — 39 000 экз. — ISBN 978-5-89572-036-3.
22. Православная энциклопедия. — М. : Церковно-научный центр «Православная энциклопедия», 2009. — Т. XXI : Иверская икона Божией матери — Икиматарий. — 39 000 экз. — ISBN 978-5-89572-038-7.
23. Православная энциклопедия. — М. : Церковно-научный центр «Православная энциклопедия», 2009. — Т. XXII : Икона — Иннокентий. — 39 000 экз. — ISBN 978-5-89572-040-0.
24. Православная энциклопедия. — М. : Церковно-научный центр «Православная энциклопедия», 2010. — Т. XXIII : Иннокентий — Иоанн Влах. — 39 000 экз. — ISBN 978-5-89572-042-4.
25. Православная энциклопедия. — М. : Церковно-научный центр «Православная энциклопедия», 2010. — Т. XXIV : Иоанн Воин — Иоанна Богослова Откровение. — 39 000 экз. — ISBN 978-5-89572-044-8.
26. Православная энциклопедия. — М. : Церковно-научный центр «Православная энциклопедия», 2011. — Т. XXV : Иоанна деяния — Иосиф Шумлянский. — 39 000 экз. — ISBN 978-5-89572-046-2.
27. Православная энциклопедия. — М. : Церковно-научный центр «Православная энциклопедия», 2011. — Т. XXVI : Иосиф I Галисиот — Исаак Сирин. — 39 000 экз. — ISBN 978-5-89572-048-6.
28. Православная энциклопедия. — М. : Церковно-научный центр «Православная энциклопедия», 2011. — Т. XXVII : Исаак Сирин — Исторические книги. — 39 000 экз. — ISBN 978-5-89572-050-9.
29. Православная энциклопедия. — М. : Церковно-научный центр «Православная энциклопедия», 2012. — Т. XXVIII : Исторический музей — Йэкуно Амлак. — 39 000 экз. — ISBN 978-5-89572-025-7.
30. Православная энциклопедия. — М. : Церковно-научный центр «Православная энциклопедия», 2012. — Т. XXIX : К — Каменац. — 39 000 экз. — ISBN 978-5-89572-025-7.
31. Православная энциклопедия. — М. : Церковно-научный центр «Православная энциклопедия», 2012. — Т. XXX : Каменец-Подольская епархия — Каракал. — 39 000 экз. — ISBN 978-5-89572-031-8.
32. Православная энциклопедия. — М. : Церковно-научный центр «Православная энциклопедия», 2013. — Т. XXXI : Каракалла — Катехизация. — 33 000 экз. — ISBN 978-5-89572-031-8.
33. Православная энциклопедия. — М. : Церковно-научный центр «Православная энциклопедия», 2013. — Т. XXXII : Катехизис — Киево-Печерская икона „Успение Пресвятой Богородицы“. — 33 000 экз. — ISBN 978-5-89572-035-6.
34. Православная энциклопедия. — М. : Церковно-научный центр «Православная энциклопедия», 2013. — Т. XXXIII : Киево-Печерская лавра — Кипрская икона Божией Матери. — 33 000 экз. — ISBN 978-5-89572-037-0.
35. Православная энциклопедия. — М. : Церковно-научный центр «Православная энциклопедия», 2014. — Т. XXXIV : Кипрская православная церковь — Кирион, Вассиан, Агафон и Моисей. — 33 000 экз. — ISBN 978-5-89572-039-4.
36. Православная энциклопедия. — М. : Церковно-научный центр «Православная энциклопедия», 2014. — Т. XXXV : Кириопасха — Клосс. — 33 000 экз. — ISBN 978-5-89572-041-7.
37. Православная энциклопедия. — М. : Церковно-научный центр «Православная энциклопедия», 2014. — Т. XXXVI : Клотильда — Константин. — 29 000 экз. — ISBN 978-5-89572-041-7.
38. Православная энциклопедия. — М. : Церковно-научный центр «Православная энциклопедия», 2015. — Т. XXXVII : Константин — Корин. — 33 000 экз. — ISBN 978-5-89572-045-5.
39. Православная энциклопедия. — М. : Церковно-научный центр «Православная энциклопедия», 2015. — Т. XXXVIII : Коринф — Крискентия. — 33 000 экз. — ISBN 978-5-89572-029-5.
40. Православная энциклопедия. — М. : Церковно-научный центр «Православная энциклопедия», 2015. — Т. XXXIX : Крисп — Лангадасская, Литиская и Рендинская митрополия. — 33 000 экз. — ISBN 978-5-89572-033-2.
41. Православная энциклопедия. — М. : Церковно-научный центр «Православная энциклопедия», 2015. — Т. XL : Лангтон — Ливан. — 33 000 экз. — ISBN 978-5-89572-033-2.
42. Православная энциклопедия. — М. : Церковно-научный центр «Православная энциклопедия», 2016. — Т. XLI : Ливаний — Львовский в честь Преображения Господня женский монастырь. — 30 000 экз. — ISBN 978-5-89572-021-9.
43. Православная энциклопедия. — М. : Церковно-научный центр «Православная энциклопедия», 2016. — Т. XLII : Львовский собор — Максим, блаженный, Московский. — 30 000 экз. — ISBN 978-5-89572-047-9.
44. Православная энциклопедия. — М. : Церковно-научный центр «Православная энциклопедия», 2016. — Т. XLIII : Максим — Маркелл I. — 30 000 экз. — ISBN 978-5-89572-049-3.
45. Православная энциклопедия. — М. : Церковно-научный центр «Православная энциклопедия», 2016. — Т. XLIV : Маркелл II — Меркурий и Паисий. — 30 000 экз. — ISBN 978-5-89572-051-6.
46. Православная энциклопедия. — М. : Церковно-научный центр «Православная энциклопедия», 2017. — Т. XLV : Мерри Дель Валь — Михаил Парехели. — 39 000 экз. — ISBN 978-5-89572-052-3.
47. Православная энциклопедия. — М. : Церковно-научный центр «Православная энциклопедия», 2017. — Т. XLVI : Михаил Пселл — Мопсуестия. — 36 000 экз. — ISBN 978-5-89572-053-0.
48. Православная энциклопедия. — М. : Церковно-научный центр «Православная энциклопедия», 2017. — Т. XLVII : Мор — Муромский в честь Преображения Господня мужской монастырь. — 39 000 экз. — ISBN 978-5-89572-054-7.
49. Православная энциклопедия. — М. : Церковно-научный центр «Православная энциклопедия», 2017. — Т. XLVIII : Муромский в честь Успения Пресвятой Богородицы мужской монастырь — Непал. — 30 000 экз. — ISBN 978-5-89572-055-4.
50. Православная энциклопедия. — М. : Церковно-научный центр «Православная энциклопедия», 2018. — Т. XLIX : Непеин — Никодим. — 39 000 экз. — ISBN 978-5-89572-056-1.
51. Православная энциклопедия. — М. : Церковно-научный центр «Православная энциклопедия», 2018. — Т. L : Никодим — Никон, Патриарх Антиохийский. — 39 000 экз. — ISBN 978-5-89572-057-8.
52. Православная энциклопедия. — М. : Церковно-научный центр «Православная энциклопедия», 2018. — Т. LI : Никон — Ноилмара. — 39 000 экз. — ISBN 978-5-89572-058-5.
53. Православная энциклопедия. — М. : Церковно-научный центр «Православная энциклопедия», 2018. — Т. LII : Ной — Онуфрий. — 39 000 экз. — ISBN 978-5-8957-2059-2.
54. Православная энциклопедия. — М. : Церковно-научный центр «Православная энциклопедия», 2019. — Т. LIII : Онуфрий — Павел. — 39 000 экз. — ISBN 978-5-8957-2060-8.
55. Православная энциклопедия. — М. : Церковно-научный центр «Православная энциклопедия», 2019. — Т. LIV : Павел — Пасхальная хроника. — 39 000 экз. — ISBN 978-5-89572-061-5.
56. Православная энциклопедия. — М. : Церковно-научный центр «Православная энциклопедия», 2019. — Т. LV : Пасхальные споры — Петр Дамаскин. — 39 000 экз. — ISBN 978-5-89572-062-2.
57. Православная энциклопедия. — М. : Церковно-научный центр «Православная энциклопедия», 2019. — Т. LVI : Петр Дамиани — Повечерие. — 39 000 экз. — ISBN 978-5-89572-063-9.
58. Православная энциклопедия. — М. : Церковно-научный центр «Православная энциклопедия», 2020. — Т. LVII : Погановская икона Божьей Матери — Православное обозрение. — 39 000 экз. — ISBN 978-5-89572-064-6.
59. Православная энциклопедия. — М. : Церковно-научный центр «Православная энциклопедия», 2020. — Т. LVIII : Православный Богословский институт прп. Сергия Радонежского — Псковский Снетогорский в честь Рождества Пресвятой Богородицы монастырь. — 39 000 экз. — ISBN 978-5-89572-065-3.
60. Православная энциклопедия. — М. : Церковно-научный центр «Православная энциклопедия», 2020. — Т. LIX : Псой Египетский — Ринальди. — 39 000 экз. — ISBN 978-5-89572-066-0.
61. Православная энциклопедия. — М. : Церковно-научный центр «Православная энциклопедия», 2020. — Т. LX : Рипсимия, Гаиания и 35 святых дев — Саблер. — 39 000 экз. — ISBN 978-5-89572-067-7.
62. Православная энциклопедия. — М. : Церковно-научный центр «Православная энциклопедия», 2021. — Т. LXI : Саватий — Сведенборг. — 39 000 экз. — ISBN 978-5-89572-068-4.
63. Православная энциклопедия. — М. : Церковно-научный центр «Православная энциклопедия», 2021. — Т. LXII : Свенская Печерская икона Божией Матери — Сергий. — 39 000 экз. — ISBN 978-5-89572-069-1.
64. Православная энциклопедия. — М. : Церковно-научный центр «Православная энциклопедия», 2021. — Т. LXIII : Сергий — Синаксарь. — 39 000 экз. — ISBN 978-5-89572-069-1.
65. Православная энциклопедия. — М. : Церковно-научный центр «Православная энциклопедия», 2021. — Т. LXIV : Сингапур — Соловьёв. — 39 000 экз. — ISBN 978-5-89572-071-4.
66. Православная энциклопедия. — М. : Церковно-научный центр «Православная энциклопедия», 2022. — Т. LXV : Соловьёв — Ставротека. — 720 с. — 30 000 экз. — ISBN 978-5-89572-072-1.
67. Православная энциклопедия. — М. : Церковно-научный центр «Православная энциклопедия», 2022. — Т. LXVI : Стаднюк — Суздальский Александровский мужской монастырь. — 720 с. — 30 000 экз. — ISBN 978-5-89572-073-8.
68. Православная энциклопедия. — М. : Церковно-научный центр «Православная энциклопедия», 2022. — Т. LXVII : Суздальский в честь Покрова Пресвятой Богородицы женский монастырь — Текстология библейская. — 720 с. — 30 000 экз. — ISBN 978-5-89572-076-9.
69. Православная энциклопедия. — М. : Церковно-научный центр «Православная энциклопедия», 2022. — Т. LXVIII : Тейяр де Шарден — Томская область. — 720 с. — 30 000 экз. — ISBN 978-5-89572-077-6.
70. Православная энциклопедия. — М. : Церковно-научный центр «Православная энциклопедия», 2023. — Т. LXIX : Томский Богородице-Алексиевский монастырь — Угрешская икона Божией Матери «Взыграние». — 720 с. — 30 000 экз. — ISBN 978-5-89572-078-3.
71. Православная энциклопедия. — М. : Церковно-научный центр «Православная энциклопедия», 2023. — Т. LXX : Угрешский Николаевский мужской монастырь — Феодор. — 720 с. — 30 000 экз. — ISBN 978-5-89572-079-0.
72. Православная энциклопедия. — М. : Церковно-научный центр «Православная энциклопедия», 2023. — Т. LXXI : Феодор — Феофан Затворник. — 720 с. — 38 000 экз. — ISBN 978-5-89572-080-6.
73. Православная энциклопедия. — М. : Церковно-научный центр «Православная энциклопедия», 2024. — Т. LXXII : Феофан — Фома. — 720 с. — 38 000 экз. — ISBN 978-5-89572-081-3.
74. Православная энциклопедия. — М. : Церковно-научный центр «Православная энциклопедия», 2024. — Т. LXXIII : Фома — Христофор. — 720 с. — 38 000 экз. — ISBN 978-5-89572-082-0.
75. Православная энциклопедия. — М. : Церковно-научный центр «Православная энциклопедия», 2025. — Т. LXXIV : Христофор — Швейцария. — 784 с. — ISBN 978-5-89572-083-7.

## Отзывы
Кандидат богословия, кандидат философских наук, доцент кафедры библеистики ПСТГУ, ответственный секретарь Совета по теологии учебно-методического объединения по классическому университетскому образованию иерей К. О. Польсков в 2006 году отмечал: «Сама жизнь подсказывает новые формы взаимодействия государства и Церкви. Примером служит плодотворное сотрудничество в области теологии между светскими и церковными специалистами при подготовке „Православной энциклопедии“, работа над которой осуществляется в рамках государственной программы. Из многих сотен её авторов подавляющее большинство являются не клириками, а светскими людьми. Однако на сегодняшний день очень многих специалистов, даже в рамках одной этой государственной программы, приходится искать за границей, так как в нашей стране из-за отсутствия теологического образования и серьёзных научных исследований катастрофическим образом не хватает соответствующих кадров».
Первоиерарх РПЦЗ митрополит Иларион (Капрал) в 2010 году так оценил значение издания: «это замечательный и уникальный труд огромного авторского коллектива. Лично я не только изучаю его интересные статьи, но всемерно поддерживаю издание многотомной „Православной энциклопедии“. Считаю ее прекрасным научным и практическим подспорьем, помогающим опытному митрополиту и начинающему священнику обнаружить все необходимые сведения о Православии и православной жизни, а также найти ответы на многие-многие вопросы, связанные с жизнью и деятельностью нашей Русской Православной Церкви. Передаю Божие благословение всем тем, кто ныне причастен к подготовке и продолжению издания этого титанического богословского труда».
Патриарх Кирилл 24 марта 2016 года отметил, что энциклопедия особенно востребована старшеклассниками и абитуриентами: «Об этом свидетельствует постатейный рейтинг пользования энциклопедическими статьями в электронной версии. Дважды в год, во время зимней и летней студенческих сессий, резко возрастает количество пользователей, причём иногда у весьма необычных для повседневного интереса статей».
Митрополит Иларион (Алфеев) в 2017 году отметил постепенное повышение качества статей: «По мере того, как коллекция томов расширяется, повышается научный уровень статей, которые включаются в тома „Православной энциклопедии“. Это хорошо заметно при обращении к первым томам на буквы „А“, „Б“, „В“ и сравнении их с последующими томами — налицо очень значительное повышение качества уже в процессе работы над этим проектом»
Левон Нерсесян, специалист по древнерусскому искусству, старший научный сотрудник Третьяковской галереи отмечал в 2017 году: «никогда не относился к этому изданию как к чисто религиозному. С моей точки зрения, это очень серьезный, очень важный общегуманитарный проект, который находится на стыке нескольких наук: истории, филологии, богословия и истории искусств, которой я непосредственно занимаюсь. Какие-то другие гуманитарные научные проекты такого масштаба, которые предпринимались бы на протяжении последних 10 лет, мне неизвестны. И то, что именно в этот проект вкладывались и продолжают вкладываться деньги — для меня чрезвычайно отрадно, потому что хочется, чтобы он был завершен <…> к „Православной энциклопедии“ всем нам, историкам средневекового искусства, приходится обращаться регулярно — прежде всего к статьям по иконографии отдельных сюжетов и персонажей. Разумеется, их нельзя назвать исчерпывающими, но любая исследовательская работа с тем или иным иконографическим типом может и должна начинаться с той вполне грамотной справки, которую дает „Православная энциклопедия“».
Филолог и историк Александр Кравецкий отмечал в 2017 году: «„Православная энциклопедия“ — это один из крупнейших гуманитарных проектов постсоветского времени. Притом каждая статья издания — это не компиляция. В эпоху информационных технологий сделать компиляционный справочник — дело нехитрое. Здесь же — огромная исследовательская работа по истории и культуре России <…> Научный уровень этого издания и его вклад в культуру очень высок, и государство это поддерживает. Если бы государство при помощи госзакупок или какими-то иными формами снабжало все редакции средств массовой информации „Православной энциклопедией“, „Словарём русских писателей“, „Большой российской энциклопедией“ и другими нормальными справочниками, мир бы точно стал лучше. И количество бессмысленностей, которые мы читаем в СМИ, стало бы немного меньше».
Кандидат богословия, преподаватель Санкт-Петербургской духовной академии Дмитрий Карпук в 2022 году отмечал: "Жаль, что в рамках такого амбициозного и не имеющего аналогов в православном мире проекта, каковым является «Православная энциклопедия», пошли или, скорее, вынуждены были пойти по пути сокращения словника. <…> Если уж и возникла необходимость что-то сокращать, то лучше сокращать именно объём. Кстати, в последних томах он тоже существенно сократился. <…> В LXIV томе деятелям с, мягко скажем, не очень редкой фамилией Соколов имеется только одна небольшая статья о регенте и церковном композиторе Николае Ивановиче Соколове (с. 699—700). В LXIX томе для церковных деятелей с фамилией Троицкий нашлось место только для одного профессора Сергея Викторовича Троицкого. <…> Неужели в Русской Церкви не нашлось ещё известных учёных и священнослужителей с такой также не очень редкой фамилией, достойных того, чтобы о них было написано хотя бы несколько слов в столь солидном энциклопедическом издании? Только в Санкт-Петербургской Духовной Академии трудился один из выдающихся учёных-византинистов, как его называл современник и ученик И. И. Соколов, «ипат византологов» — профессор Иван Егорович Троицкий, к слову сказать, советник обер-прокурора Св.Синода К. П. Победоносцева по вопросам, связанным с православным Востоком. Был ещё один профессор — Иван Гаврилович Троицкий, библеист, один из наиболее авторитетных наставников столичной Академии в начале XX в. А сколько их ещё, «забытых» «Православной энциклопедией» Соколовых, Троицких…"